# Tadeusz Makowski (1920–2015)
Tadeusz Makowski (ur. 11 kwietnia 1920 w Popinie koło Węgrowa, zm. 8 listopada 2015 w Warszawie) – polski prawnik i polityk, poseł na Sejm PRL II, III, IV i V kadencji.

## Życiorys
Syn Franciszka i Aleksandry z domu Sajnok. W czasie II wojny światowej walczył w Batalionach Chłopskich. Uzyskał wykształcenie wyższe na Wydziale Prawa Uniwersytetu Warszawskiego. Był prezesem Wojewódzkiego Komitetu Zjednoczonego Stronnictwa Ludowego w Warszawie, członkiem Naczelnego Komitetu ZSL i członkiem Głównej Komisji Rewizyjnej ZSL. W 1957, 1961, 1965 i 1969 uzyskiwał mandat posła na Sejm PRL. W trakcie II, III i IV kadencji pełnił funkcję zastępcy przewodniczącego Komisji Wymiaru Sprawiedliwości. Ponadto w trakcie V kadencji pełnił funkcję zastępcy przewodniczącego Komisji Przemysłu Lekkiego, Komisji Przemysłu Lekkiego, Rzemiosła i Spółdzielczości Pracy oraz Klubu Poselskiego ZSL. Zasiadał również w Komisji Planu Gospodarczego, Budżetu i Finansów. Zasiadał w Naczelnym Komitecie i Głównej Komisji Rewizyjnej ZSL. Był prezesem Wojewódzkiego Komitetu ZSL w województwie warszawskim (1956–1966), w latach 1966–1968 przewodniczył Prezydium Wojewódzkiej Rady Narodowej w Koszalinie.
Został pochowany na cmentarzu parafialnym w Klembowie.

## Odznaczenia
- Order Sztandaru Pracy II klasy
- Krzyż Kawalerski Orderu Odrodzenia Polski
- Order Krzyża Grunwaldu III klasy
- Krzyż Partyzancki
- Odznaka 1000-lecia Państwa Polskiego (1966)[4]